# Fraise (couleur)
Pour les articles homonymes, voir fraise (homonymie).

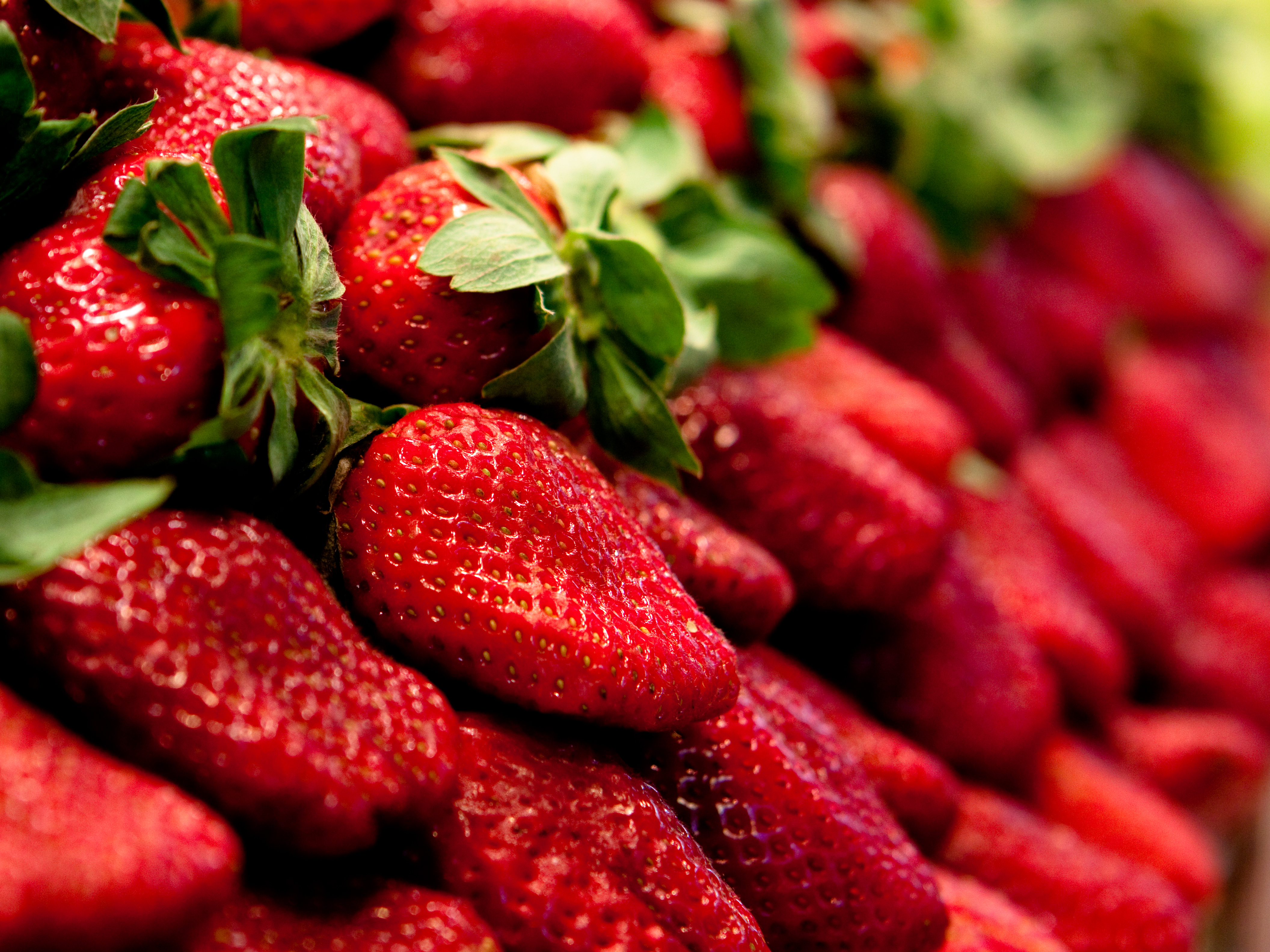
Fraises.

Le rouge fraise est un nom de couleur qui se réfère à la couleur rouge pourpré de la fraise, un fruit.
Chevreul a entrepris, au XIXe siècle, de classer les couleurs entre elles et par rapport aux raies de Fraunhofer du spectre solaire. Il place la fraise à rouge 5 au 13  sans rabat.
Le Répertoire des couleurs de la Société des Chrysanthèmistes, de 1905, donne, avec quatre tons, tous vifs, pour synonymes « Laque écarlate (Bourgeois), Laque de Garance Cerise (no 52, Lefranc) », ce qui indique que ce nom de couleur n'a pas cours chez les artistes (Dauthenay 1905, p. 110).
Le nuancier RAL comporte une teinte 3018 rouge fraise.

## Fraise écrasée
Le XIXe siècle connaît la couleur rose fraise écrasée, plus pâle que celle du fruit. « Les couleurs employées pour ces voitures sont devenues aussi extravagantes que leur forme est commune à présent : on fait des panneaux cerise, amaranthe, fraise écrasée, rose, café au lait, chocolat à la crème, avec des réchampissages qui tiennent du délire (La Revue de Paris, 1840). »
Pour les frères Goncourt, la couleur fraise écrasée est rose ; pour Maurice Barr, elle est pourpre. Des modistes ont lancé ce nom de couleur en 1874, pour des rubans mauve-rose. En Angleterre, la couleur fraise (en français), s'explicite en « crushed strawberry » (fraise écrasée). Le Figaro du 19 août 1885 considère fraise écrasée comme un « nom catapultueux », ce qui ne l'empêche pas de l'employer dans les années suivantes. La seconde partie du XIXe siècle goûte fort les mauves, violets, pourpres et carmin.
Le Répertoire des couleurs de la Société des Chrysanthèmistes indique, en 1905, de Fraise écrasée quatre tons plus ou moins clairs pour cette couleur (Dauthenay 1905, p. 109).